# Habovka
Habovka je naseljeno mjesto u okrugu Tvrdošín u Žilinskom kraju u Slovačkoj.

## Stanovništvo
| Godina:     | 1993. | 2003.    | 2013.   | 2023.   |
| ----------- | ----- | -------- | ------- | ------- |
| Broj ljudi: | 1186  | 1349     | 1359    | 1345    |
| Razlika:    |       | +13,74 % | +0,74 % | -1,03 % |

| Godina:     | 2022. | 2023.   |
| ----------- | ----- | ------- |
| Broj ljudi: | 1364  | 1345    |
| Razlika:    |       | -1,39 % |

Prema podatcima o broju stanovnika iz 2023. godine naselje je imalo 1345 stanovnika.

## Vanjske poveznice
|  | Zajednički poslužitelj ima još gradiva o temi Habovka |

- Službena stranica naselja (sl.)